# Paul Janish
Paul Ryan Janish (né le 12 octobre 1982 à Houston, Texas, États-Unis) est un joueur d'arrêt-court des Orioles de Baltimore de la Ligue majeure de baseball. 

## Carrière
Après des études secondaires à la Cypress Creek High School de Houston (Texas), Paul Janish suit des études supérieures à l'Université Rice à Houston où il porte les couleurs des Rice Owls. Il remporte les College World Series en 2003 avec les Owls.

### Reds de Cincinnati
Il est repêché le 7 juin 2004 par les Reds de Cincinnati au cinquième tour de sélection. Il perçoit un bonus de 210 000 dollars à la signature de son premier contrat professionnel le 16 juin 2004.
Janish passe quatre saisons en Ligues mineures avant d'effectuer ses débuts en Ligue majeure le 14 mai 2008.
Joueur d'arrêt-court, Janish est parfois utilisé au troisième but et effectue même deux sorties sur le monticule en 2009. Il lance deux manches. Le 6 mai, il accorde cinq points aux frappeurs des Brewers ; le 6 juillet, il accorde six points aux frappeurs des Phillies.
Il participe à la belle saison 2010 des Reds et fait une apparition en séries éliminatoires. Il joue 114 matchs, son plus grand nombre en carrière, pour les Reds en 2011 et fait marquer 23 points.
En 2012, il joue la première demie de la saison en ligue mineure avec les Bats de Louisville.

### Braves d'Atlanta
En quête d'un joueur d'arrêt-court après la blessure à Andrelton Simmons, les Braves d'Atlanta font l'acquisition de Janish le 14 juillet 2012, cédant en retour aux Reds le lanceur droitier Todd Redmond. Il frappe pour ,186 de moyenne au bâton en 55 parties pour Atlanta en 2012. La saison suivante, sa moyenne s'élève à ,171 en 52 matchs joués. Il joue surtout en 2013 dans les mineures Braves de Gwinnett de la Ligue internationale.

### Orioles de Baltimore
Le 27 janvier 2014, Janish signe un contrat des ligues mineures avec les Rockies du Colorado mais passe toute la saison hors des majeures, jouant dans les mineures avec des clubs affiliés aux Rockies puis aux Royals de Kansas City. En 2015, il apparaît dans 14 parties des Orioles de Baltimore, frappant 10 coups sûrs. Il évolue avec les Orioles en 2016 et 2017.

## Statistiques
| Saison | Équipe     | G   | AB  | R  | H   | 2B | 3B | HR | RBI | SB | BA   |
| ------ | ---------- | --- | --- | -- | --- | -- | -- | -- | --- | -- | ---- |
| 2008   | Cincinnati | 38  | 80  | 5  | 15  | 2  | 0  | 1  | 6   | 0  | .188 |
| 2009   | Cincinnati | 90  | 256 | 36 | 54  | 21 | 0  | 1  | 16  | 2  | .211 |
| 2010   | Cincinnati | 82  | 200 | 23 | 52  | 10 | 0  | 5  | 25  | 1  | .260 |
| Totaux | Totaux     | 210 | 536 | 64 | 121 | 33 | 0  | 7  | 47  | 3  | .226 |

| Saison | Équipe     | G | AB | R | H | 2B | 3B | HR | RBI | SB | BA   |
| ------ | ---------- | - | -- | - | - | -- | -- | -- | --- | -- | ---- |
| 2010   | Cincinnati | 1 | 1  | 0 | 0 | 0  | 0  | 0  | 0   | 0  | .000 |
| Totaux | Totaux     | 1 | 1  | 0 | 0 | 0  | 0  | 0  | 0   | 0  | .000 |

Note : G = Matches joués ; AB = Passages au bâton; R = Points ; H = Coups sûrs ; 2B = Doubles ; 3B = Triples ; 
HR = Coup de circuit ; RBI = Points produits ; SB = Buts volés ; BA = Moyenne au bâton.